# Stephan Van Puyvelde
 (juillet 2013).
Si vous disposez d'ouvrages ou d'articles de référence ou si vous connaissez des sites web de qualité traitant du thème abordé ici, merci de compléter l'article en donnant les références utiles à sa vérifiabilité et en les liant à la section « Notes et références ».
Stephan Van Puyvelde, né le 3 février 1978 à Pondichéry en Inde, est un écrivain, poète, scénariste de bande dessinée et enseignant belge francophone. C’est un artiste qui revendique son autodidaxie et son multiculturalisme.

## Biographie
Stephan Van Puyvelde naît le 3 février 1978 à Pondichéry en Inde. Né de père et de mère inconnus mais adopté par des parents belges dès l’âge de deux ans et demi, c’est donc en langue française et dans la région liégeoise qu'il suit son éducation. Il écrit son premier texte à l'âge de onze ans, sous forme de feuillet, et prend conscience à quinze ans de son potentiel en écrivant des poèmes pour ses camarades de classe ainsi qu’une reprise de la série Hélène et les Garçons avec ses amis dans les rôles principaux.[réf. nécessaire]
À 18 ans, il suit des cours de droit, de communication, de langues et diverses autres formations. Dans la foulée, il travaille comme indépendant dans la société familiale tout en obtenant son diplôme de gestion et de technicien en électromécanique. Il aime dire qu’il dispose d’un « bac +9 » mais dans une matière universelle. Il se spécialise néanmoins dans l’étude des langues et des mythologies du monde que l'on peut découvrir plus en détail dans sa quadrilogie Mystica dont le premier tome est publié en janvier 2017.
En 1998, il se rend à la Foire du livre de Bruxelles et c’est dans les allées qu’il se dit : « un jour je serai de l’autre côté. »[réf. nécessaire] La même année, il tente de déposer un manuscrit, sans succès. Même s’il avait conscience que son texte ne méritait pas une édition, cette expérience l'oriente vers l'auto-édition qu'il pratique par la suite attendu qu'il rejette par principe l'édition à compte d'auteur. Il le dit lui-même, quand on lui pose la question : « Si je dois payer, je le ferai moi-même. Je suis commerçant, je trouverai un bon imprimeur et j’ai tout le matériel informatique nécessaire. »
Au cours de la même année, il suit un stage de création de livre en collaboration avec le centre culturel de Soumagne et les Éditions Tetras-Lyre. Et finalement en 2004, il auto-édite à 300 exemplaires son premier recueil Novelas. En 2005, il réalise sa "prophétie" en s'offrant un stand à la Foire du livre de Bruxelles et participe comme bénévole à sa première biennale internationale de poésie à Liège où il peut proposer ses textes devant plus de 200 poètes internationaux.  
Il travaille également comme écrivain public après avoir été formé à cet effet par le PAC liégeois (Présence et Action Culturelle).
Il est également le rédacteur en chef du journal ODT le mag, un bimensuel diffusé sur internet.
En novembre 2011 sort son premier roman : Au nom de Mel qu'il présente au salon du livre belge à Uccle.
En avril 2012, il crée une troupe de théâtre pour jouer dans un premier temps les pièces du recueil collectif À vos masques (Éditions Novelas, 2011) et en assure la mise en scène.
En 2016, il multiplie ses passages dans diverses émissions radios (radio Prima et RCF à Liège) et devient chroniqueur invité pendant l'été sur Radio Passion FM. 
En 2017, il expose quelques photos lors des soirées métissées à Bruxelles et pour la Foire du livre de Bruxelles sort le premier tome de son cycle mythologique en quatre volumes : Mystica.  
Cette année également, il participe à des courts métrages, en producteur, scénariste ainsi que les différents postes liés à la création cinématographique afin de réaliser son premier court métrage début 2018.    
En 2019, sort sa première bande dessinée en tant que scénariste dont le dessin et la mise en couleur sont confiés à Olivier Jaminon. Le second tome de la série Morgan intitulé Campworld est publié en 2023.
Il est désormais professeur d'informatique à l'Institut national de radioélectricité et cinématographie (INRACI).     

## Novelas ASBL

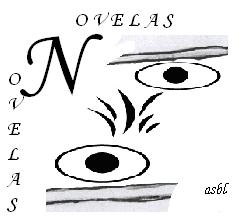

La législation belge permettant la vente de ses créations artisanales mais pas dans le but d’une activité économique récurrente, il décida de fonder une ASBL pour se donner un cadre juridique légal : Novelas ASBL. Celle-ci fut fondée en 2005 et propose depuis juin 2010 un service éditorial à ses membres sous l’appellation d'Éditions Novelas. Quasi tous les ouvrages publiés par la suite par Stephan Van Puyvelde l'ont été via cette association.
L’association compte donc des membres de différents pays car elle a vocation promouvoir la littérature mais aussi la langue française et la francophonie dans le monde, tel qu'inscrit dans ses statuts publiés au Moniteur belge.
Ouverte aux écrivains, elle compte également parmi ses membres des artistes de l'art visuel (dessins, peintures, photographie) et depuis avril 2012 de nouveaux membres des arts de la scène regroupés dans la troupe de Novelas. Une section musicale est créée, un concert est donné en septembre 2012 à Liège sur une péniche. Depuis lors, Novelas ASBL travaille sur différents projets liant musique et arts de la scène. 

## Cycles littéraires
L'œuvre de Stephan Van Puyvelde se divise en plusieurs cycles composés chacun de plusieurs recueils publiés : Novelas pour les nouvelles ; Poemas pour la poésie ; ODT (One Day Timed) pour les essais ; Sui Generis pour les romans et autres textes. Deux autres cycles majeurs sont Mystica en quatre volumes  et en 2018, il termine un cycle de livres sur le bien être avec une conférence à la foire du livre de Bruxelles en février 2019.  
En dehors de ces catégories, il s'est également essayé au théâtre (À vos masques, Jouez en paix), aux contes et aux textes pour enfants (Sous l'œil de Moira, En mille et un murmures) comme on peut le voir dans ses œuvres. 

## Œuvres

### Romans et essais

#### Collection «ODT»
- Plaisir d'écrire, Éditions Novelas, 2012  (livre didactique sur l'art d'écrire)
- Partageons nos émotions, livre de cuisine, Novelas, 2014
- Un compte d'Internet, Novelas 2015
- L'Univers animé, Novelas 2016

- Cycle Naturalia
  - Naturalia, le citadin, Novelas, 2012  (livre didactique avec fiches illustrées)
  - Naturalia, Vivre en symbiose, Pierre Chappuis (ill.), Novelas, 2024  (ISBN 978-2-930599-83-0)
  - Naturalia, Retour aux temps obscurs, Vanita Valentin (ill.), Novelas, 2024  (ISBN 978-2-930599-84-7)

- Cycle spirit
  - Entre cœur et esprit, Novelas, 2010
  - La Maison des artistes, Novelas, 2010
  - Too Coach, Novelas, 2013 (livre didactique sur le coaching)
  - Enfin libre, Novelas, 2014 (suite de Entre cœur et esprit)
  - Projet ELA, Novelas, 2014
  - Le Temple d'Arna, Novelas, 2018

#### Collection «Cebio»
- Se sauver dans ses rêves, Novelas, 2018

#### Collection «Sui Generis»
- Au nom de Mel, roman, Novelas, 2011
- Colibrius, Novelas, 2012 (situations amusantes illustrées par Philine Wollast)  (ISBN 978-2-930599-12-0)
- Godai Sang, roman, Novelas, 2013
- Lacrosse, roman, Novelas, 2017  (ISBN 978-2-930599-52-6)

- Cycle Mystica
  - t. 1 Astangamarga, Novelas, 2017
  - t. 2 Samyos§ati§Sattva, Novelas, 2017
  - t. 3 ArunaAtma : le monde de l'au-delà, Novelas, 2018  (ISBN 978-2-930599-58-8)
  - t. 4 Zue§lokaforch : le monde que l'on se crée, Novelas, 2018 (ISBN 978-2-960599-61-8) édité erroné

### Poésie
- Magnitudes, recueil collectif, Tetras-Lyre, 1998
- La Constellation de la lyre, recueil collectif, Lyre émigrée, 2014-2023
- La Poésie belge face à la poésie russe, recueil collectif, Lyre émigrée, 2014-2023
- Les Poètes pour la paix, recueil collectif, un projet du Peace Performance Train, 2024

Cycle Poemas
- AK 52, l'amour en rafale, 2007
- Affabulations et Tribulations poétiques, 2008
- Minute Poem, 2009
- Plaisir de Poètes, 2010
- Secondes Tribulations Poétiques, 2011
- Poèmes pour nos Lendemains, recueil collectif, Novelas, 2012
- Troisièmes Poétiques, Novelas, 2013
- Minute Poem international, Novelas, 2016 (version numérique)
- Délices et Caprices Poétiques, recueil collectif, Novelas, 2016
- Quatrièmes Variations Poétiques, Novelas, 2018
- Sentences, Novelas, 2020
- Au nom de qui, recueil collectif en français et ukrainien, Novelas, 2023

### Nouvelles

#### CycleNovelas
- Novelas 1, 2004
- Novelas 2, 2005
- Novelas Z, 2006
- Novelas 3, 2008
- Novelas ZZ, Novelas, 2015  (ISBN 978-2-930599-36-6)
- Novelas zZz, Novelas, 2019

#### Autres recueils de nouvelles
- Fragments d'Eros, recueil collectif, Novelas, 2010
- Les Mots en héritage, recueil collectif, Novelas 2013
- Il était une fois la saveur des Belges, recueil collectif, Novelas 2014
- Les Mots en héritage t. 2, recueil collectif, Novelas 2017
- Paroles de femmes, Novelas, 2023 (ISBN 978-2-930599-6) édité erroné

### Livres Jeunesse
- Sous l'œil de Moira, Olivia de Smet (ill.), Novelas, coll. « Grenadine », 2010
- Alicia Insanit, chasseuse de squelette, roman, Amélie Rudowski (ill.), Novelas, 2014
- En mille et un murmures, recueil collectif de contes, Novelas 2015
- En mille et un murmures, t. 2, recueil collectif de contes, Novelas, 2018
- Le Comte des fleurs, Novelas, 2018 (version en noir et blanc et une version en couleur)
- Alicia Insanit t. 2 La révolte d'Alicia, roman illustré, Novelas 201

### Albums de bande dessinée

#### Morgan
- 1. Morgan, Angelus Niger, Novelas, Bruxelles, septembre 2019
Scénario : Stephan Van Puyvelde - Dessin et couleurs : Olivier Jaminon -  (ISBN 978-2-930599-69-4)
- 2. Campworld, Novelas, Bruxelles, juin 2023
Scénario : Stephan Van Puyvelde - Dessin et couleurs : Olivier Jaminon -  (ISBN 978-2-930599-79-3)

### Divers
- À vos masques, Novelas, 2011 (collectif de pièces de théâtre)
- Naïté Iyo, roman illustré, Novelas, 2013
- Jouez en paix, recueil de théâtre, Novelas, 2019

### Courts métrages de cinéma
Sauf indication contraire, les informations mentionnées dans cette section peuvent être confirmées par la base de données cinématographiques IMDb,  présente dans la section « Liens externes ».
- 2023 :
  - Living in Bruxelles, réalisateur et scénariste, 11 min
  - Magical Number de Morgane Piraux, montage.

### Vidéographie
- [vidéo] « Les rencontres automnales de la «Lyre émigrée» à Bruxelles (28.11.2019). Stephan Van Puyvelde », sur YouTube